# Saint-Léon, Allier

Saint-Léger-sur-Vouzance este o comună în departamentul Allier din centrul Franței. În 1 ianuarie 2022 avea o populație de 533 de locuitori.